# 坎貝爾縣 (南達科他州)
坎貝爾縣（英語：Campbell County）是美國南達科他州北部的一個縣，北界北達科他州，西界密蘇里河。面積1,782平方公里。根据美國2000年人口普查，共有人口1,998人。縣治芒特城（Mound City）。
成立於1873年1月8日，1884年4月17日縣政府成立。縣名紀念達科他準州議員諾曼·B·坎貝爾。